# Сая Сан
Сая Сан (бирм. ဆရာစံ; 24 октября 1876 — 28 ноября 1931) — бирманский политический деятель, буддийский монах и врачеватель, руководитель серии крупных антиколониальных восстаний в британской Бирме 1930—1933 годов.
При рождении получил имя Яр Чжо. Родился в крестьянской семье, в детстве был отдан на обучение в буддийский монастырь в родной деревне, через несколько лет перешёл монахом в монастырь Хпо Хму, где оставался до двадцатилетнего возраста, после чего переехал в деревню Нга Каунг, где женился и некоторое время зарабатывал на жизнь плетением ковриков и корзин и плотничеством. Через некоторое время получил известность как народный целитель и астролог и написал два трактата о традиционной бирманской медицине.
Нет сведений о том, когда и каким образом Сая Сан присоединился к революционному антибританскому движению в Бирме (которая в то время была британской колонией). Однако уже в начале 1920-х годов он представлял родную деревню в Моламьяйне, а в 1924 году был назначен националистическим Генеральным советом бирманских ассоциаций главой комиссии по исследованию условий жизни крестьянства страны. Примерно с этого же времени он начал пропагандировать изгнание из Бирмы британских колонизаторов и объединение всего бирманского народа под властью нового монарха, в роли которого видел себя; эта пропаганда нашла широкий отклик в крестьянских слоях, недовольных налоговым гнётом, особенно усилившимся после начала Великой депрессии и падения цен на рис. 18 октября 1930 года в Инсейне, недалеко от Рангуна, Сая Сан объявил себя королём Бирмы. Своих последователей он называл «Армией галонов» (галоном в бирманской мифологии называется мифическая птица, аналог индийской гаруды, убивающая злого дракона).
Восстание началось 22—23 декабря 1930 года в Тхерравади, а в скором времени распространилось на всю дельту Иравади. Своего пика волнения достигли к середине 1931 года, охватив значительные территории Верхней и Нижней Бирмы и шанских княжеств. Главными требованиями восставших были снижение налогов, взимаемых с крестьян, свободное пользование лесами и независимость Бирмы от Британской империи. Практически сразу же после начала восстания на его подавление были брошены британские колониальные войска, вооружённые огнестрельным оружием, тогда как оружием повстанцев были почти исключительно мечи и копья. Известно, что Сая Сан призывал своих воинов делать на телах особые татуировки, которые якобы должны были сделать повстанцев неуязвимыми для пуль. Уже к июлю 1931 года основные силы восставших были фактически разгромлены, Сая Сан бежал в шанские горы, где был 2 октября арестован в Хокхо и доставлен в Тхерравади, где решением специально созданного трибунала спустя несколько месяцев был, несмотря на усилия его защитника Ба Мо, казнён через повешение. Отдельные разрозненные повстанцы, тем не менее, продолжали сопротивление британцам на протяжении 1932 и начала 1933 годов.
Восстание Сая Сана считается последним восстанием в Бирме, стремившимся восстановить в этой стране монархию, хотя первоначально его причины были в первую очередь экономическими. Оно также стало одним из крупнейших народных антибританских восстаний в истории Бирмы, в ходе него погибло более 10 тысяч человек.